# Ali Thani
Ali Thani Juma'a Al-Ehawi (arab. علي ثاني جمعة) (ur. 18 sierpnia 1968) – emiracki piłkarz grający na pozycji ofensywnego pomocnika.

## Kariera klubowa
Podczas Mistrzostw Świata w 1990 grał w klubie Nadi asz-Szarika.

## Kariera reprezentacyjna
W reprezentacji ZEA Ali Thani grał w latach osiemdziesiątych i dziewięćdziesiątych. Uczestniczył w zakończonych sukcesem eliminacjach Mistrzostw Świata w 1990 we Włoszech.
Na Mistrzostwach Świata w 1990 wystąpił we wszystkich trzech meczach grupowych z: reprezentacją Kolumbii, reprezentacją RFN oraz z reprezentacją Jugosławii, w którym strzelił bramkę.
Uczestniczył w przegranych eliminacjach do Mistrzostw Świata w 1994 w USA. W eliminacjach selekcjonerem ZEA był Antoni Piechniczek